# Baixa-Chiado (métro de Lisbonne)
Baixa-Chiado est une station du métro de Lisbonne sur la ligne verte et la ligne bleue. La station a été conçue par l'architecte primé Alvaro Siza Vieira. Elle a été inaugurée en 1998.